# Бойко, Юрий Николаевич
Юрий Николаевич Бойко (1972, Ровно) — украинский политик, государственный деятель. И. о. Министра энергетики от 20 ноября до 21 декабря 2020 года.

## Биография
Родился в 1972 году в городе Ровно. Окончил в 1995 году Киевский политехнический институт по специальности «Автоматическое управление электроэнергетическими системами», квалификация — инженер-электрик. Также окончил Международный институт менеджмента (2002 г.), Имеет степень магистра Бизнес Администрирования, и Львовский национальный университет имени Ивана Франко (2013) по специальности «Правоведение», где получил квалификацию специалиста-юриста.
С 2003 года работал по специальности на руководящих должностях в энергетической отрасли: директором Броварского района электрических сетей ОАО "А. Е. С. Киевоблэнерго "; руководителем управления проектам, заместителем директора по производству по эксплуатации распределительных сетей, директором по производству по работе по снижению потерь, директором по капитальному строительству Управление по операционной деятельности ЗАО "А. Е. С. Киевоблэнерго ", г. Киев.
В 2009—2011 годах работал техническим директором, а затем вице-президентом Частного предприятия «Управляющая компания» Метрополия ".
С сентября 2011 по октябрь 2012 работал в должности технического директора частного предприятия ООО «Инжиниринговая Компания Новые Энергетические Технологии», г.. Киев.
Начиная с ноября 2012 по октябрь 2014 работал в Чернигове — и. о. председателя правления, а затем председателем правления ОАО «Черниговоблэнерго».
С октября 2014 до мая 2020 работал заместителем директора по экономике и финансам ГП «Энергорынок».

## Заместитель Министра энергетики и защиты окружающей среды
6 мая 2020 стал заместителем Министра энергетики и защиты окружающей среды. С 10 июня в связи с переименованием Министерства энергетики и защиты окружающей среды Украины продолжил работать в должности заместителя Министра энергетики Украины.

## и. о. Министра энергетики Украины
20 ноября 2020 был назначен и. о. Министра энергетики Украины. 28 апреля 2021 Бойко вновь возглавил временным руководителем Министерства энергетики.

## Личная жизнь
Женат, имеет двух дочерей